# 武甲山

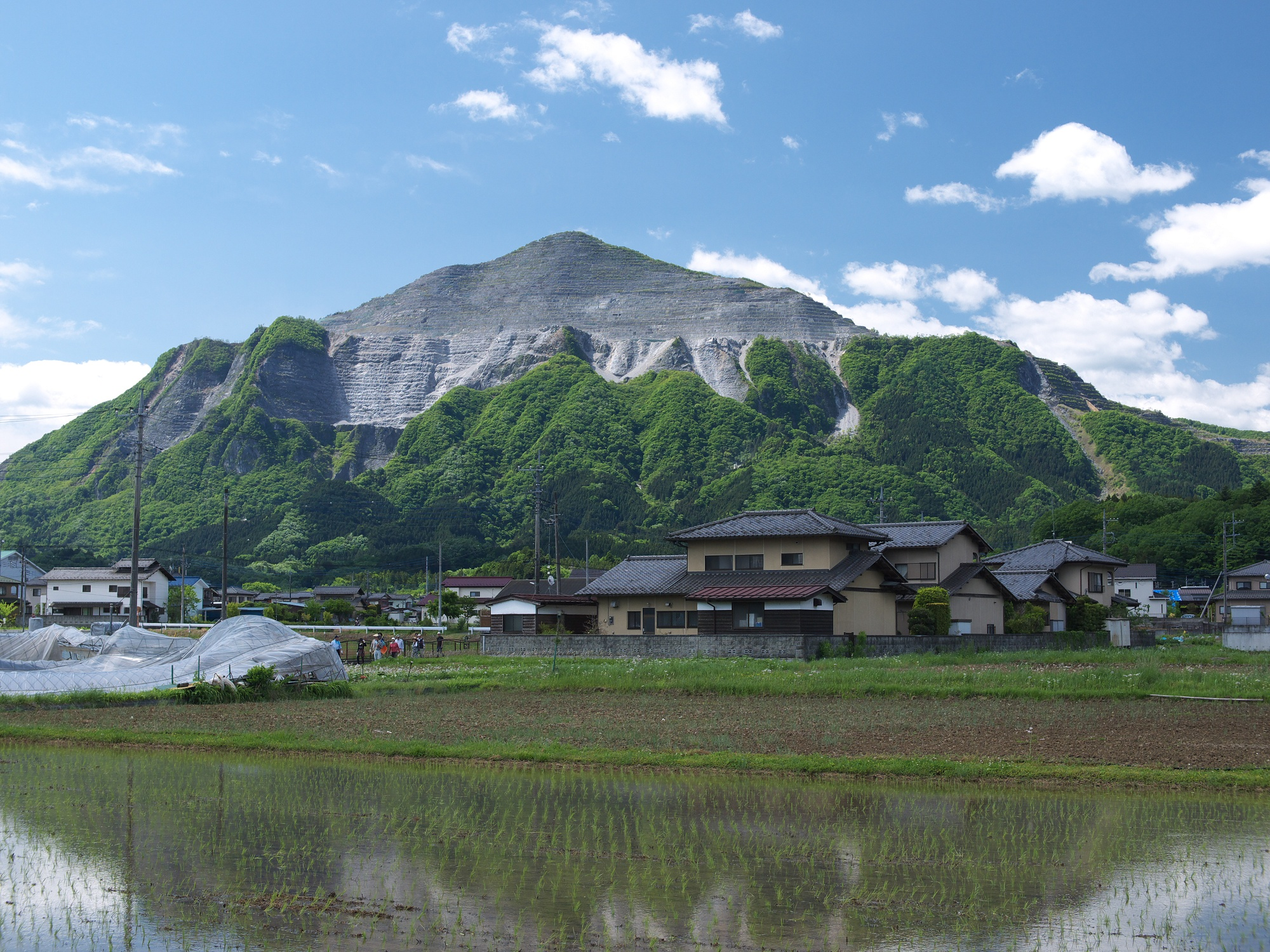

武甲山（日语：ぶこうざん，ぶこうさん）是位於日本埼玉縣秩父地方秩父市和橫瀨町交界處的一座山峰，標高1,304米，是日本二百名山之一。武甲山是秩父地方的總社秩父神社的神奈備山。

## 外部連結
- 武甲工場 （页面存档备份，存于） （秩父石灰工業） - 山の断面図あり
- 武甲山資料館 （页面存档备份，存于）